# Шэнь Фу
Шэнь Фу (кит. трад. 沈复; 1763—1825?) — китайский писатель эпохи империи Цин. Его наиболее известный роман «Шесть записок о быстротечной жизни».

## Биография
О писателе известно немного. О фактах его биографии скорее можно узнать из его произведения. Шэнь Фу жил на рубеже XVIII и XIX вв. Кроме писательской деятельности занимался художеством, вернее сказать, он был сначала художником, а уже потом писателем. Писал традиционные китайские картины тушью. Воспитывался на даосско-буддийском мировосприятии, а не традиционном конфуцианском.
Происходил из семьи государственных служащих. Родился в уезде Чанчжоу Сучжоуской управы. С 1777 года вместе с родителями проживает в Шаосине, где завершил обучение.
Образование получил от частного учителя, который учил его традиционным китайским предметам: философии, истории, жанров официальных бумаг и воспитывался на конфуцианских «Пяти канонах». С 14 лет Шэнь Фу учился в частной школе, где изучали иероглифы по книгам  «Троесловие», «Тысячесловие», «Сто фамилий»,  «Четверокнижие» и «Пять канонов». Отец предполагал, что он сдаст экзамены и станет чиновником, как и он. Но неизвестно сдавал ли Шэнь Фу экзамены или нет. С 16 лет он начал карьеру чиновника под покровительством друга отца. В 1784 году брал участие в инспекции императора Цяньлуна. C 25 лет решил не заниматься чиновнической деятельностью.
В 1790-х годах занимается торговлей, открыв винную лавку. В то же время занимается литературной деятельностью. После скандала с отцом оставил родной дом и начал путешествовать.

## Творчество
Известный своим произведением «Шесть записок о быстротечной жизни». Это произведение можно приравнять  к «Письму к потомкам» Петрарки, «Жизни Бенвенуто, сына маэстро Джованни Челлини, флорентийца, написанная им самим во Флоренции», «Мемуарам» Франсуа де Ларошфуко.
Китайская литература не знала другого произведения, в котором с такой искренностью рассказывалось бы о своей жизни. Написан в форме записей дневника, в нём рассказывается о личных переживаниях героя, его воспоминания, описание местностей, раздумья. «Шесть записок» это история жизни супружеской пары Шэнь Фу и его молодой жены Чэнь Юнь.
Произведение являет собой четыре тетради, а две другие считаются утерянными. Но существует и теория, что их не было вообще. Рукопись была издана в 1877 году, но популярность к книге пришла после ее переиздания в 1924 году.  По жанровым особенностям роман уникален, так как его нельзя отнести ни к простонародной повествовательной прозе, ни к повествовательной прозе – тансу сяошо, ни к средневековой городской повести – хуабэнь. Его можно скорее отнести к жанру бицзи. Это своего рода пограничная литература между официальными жанрами и повествовательной профессиональной прозой.
Шэнь Фу скорее изображает мир через эстетическое восприятие, но в то же время стремиться правильно передать психологические образы героев.
Основной конфликт произведения - это столкновение личности с авторитарной волей рода. Через разные оплошности в традиционном отношении к семье главные герои впадают в немилость к главе рода и были вынуждены покинуть дом отца и жить в бедности. Но сам автор, при этом, считает больше виной такого отношения его личное невезение или рок.  Причиной неприязни семьи к супругам стала их любовь, которую они не могли скрыть в обществе, и что осуждалось среде, где царили браки только по расчету.
Кроме всего, роман также может быть интересным с точки зрения культурологической. Читатель многое может узнать про обряды и традиции проведения праздников. Перед ним проходит жизнь зажиточного класса китайского общества того времени. И эта жизнь яркая и неповторимая без всяких бесцельно прожитых дней.
Произведение Шэнь Фу также богатое на пословицы, изречения и поэзию классических поэтов.